# Андрей Чеботар
Андрей Чеботар е молдовски музикант (барабанист), произхождащ от музикантски род.

## Биография
Едва 10-годишен започва своята музикална кариера на барабанист, свирейки на сватби с баща си, на 16-годишна възраст участва в местната музикална група „Леонгрин и Савл“. През 1999 г. влиза в известната молдовска група „Здоб ши Здуб“ (Zdob si Zdub). В състава на групата Андрей гастролира в Европа и Русия, записва албума „Агромантика“ и хита „Видели ноч Виктора Цоя“.
През 2003 г. се прехвърля в румънската група „Боскито“. Гастролите му с „Боскито“ се ограничават в Румъния и Молдова, в състава им записва диск „Фараме Дин Соаре“. През 2005 г. Андрей и вокалистът Раду на „Боскито“ решават да напуснат групата и заминават за Лос Анжелис, Калифорния. Заедно с американеца Давид Баллон (китара) създават групата „Мадам Хулиган“ Madame Hooligan. Изнасят концерти на територията на Калифорния, записват албума „Антихирос“.
През 2010 г. Андрей се завръща в Молдова и отново е в състава на „Здоб ши Здуб“.